# Macintosh 128k

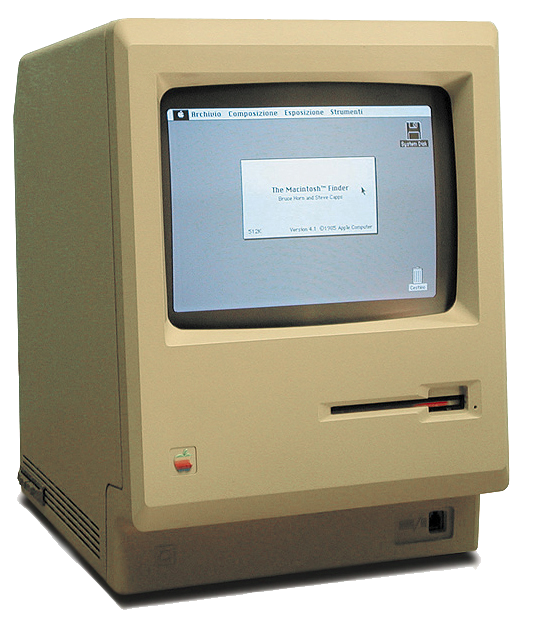
Macintosh 128k

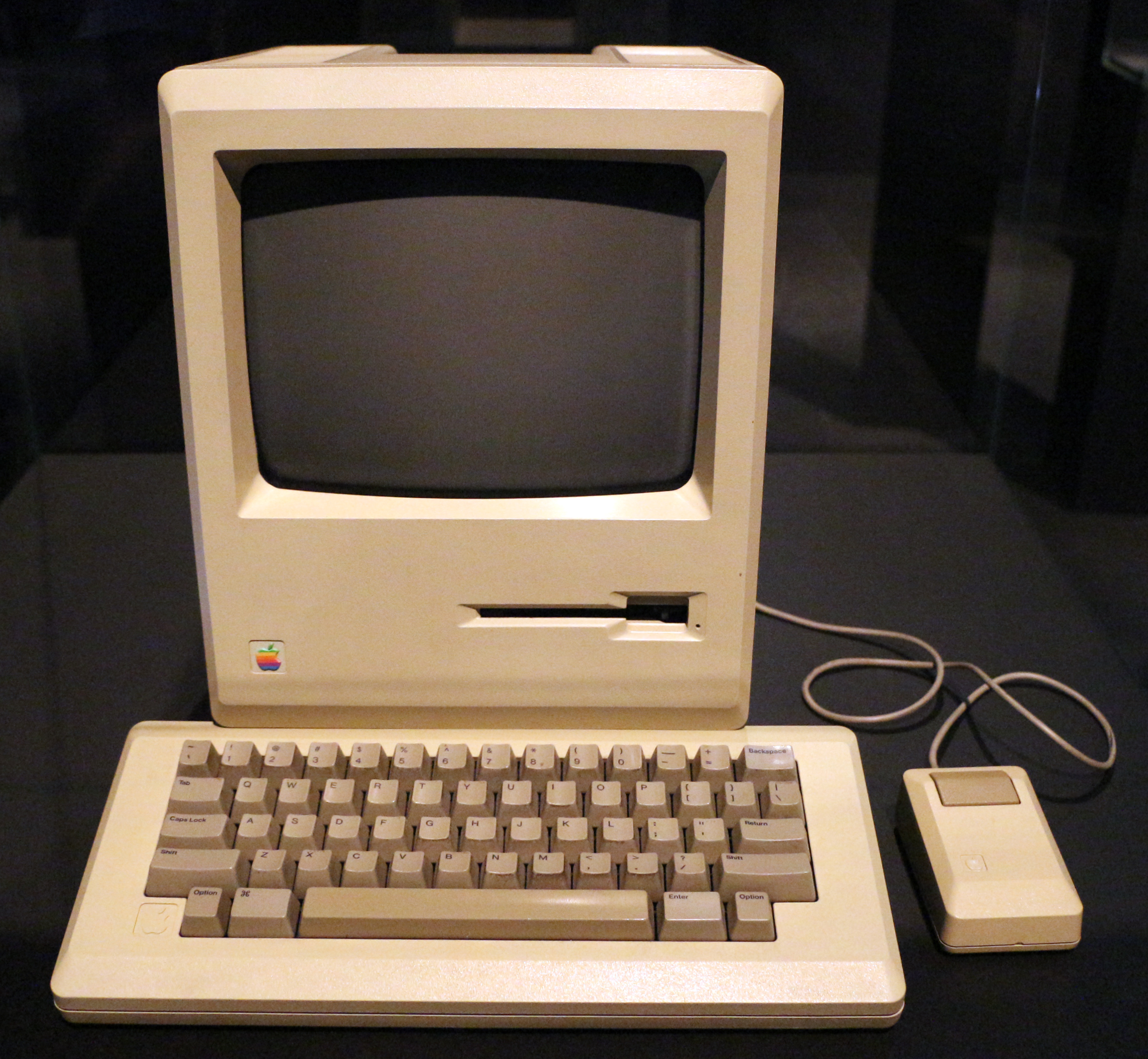
Computer mit originaler Maus (mit nur einer Taste) und Tastatur

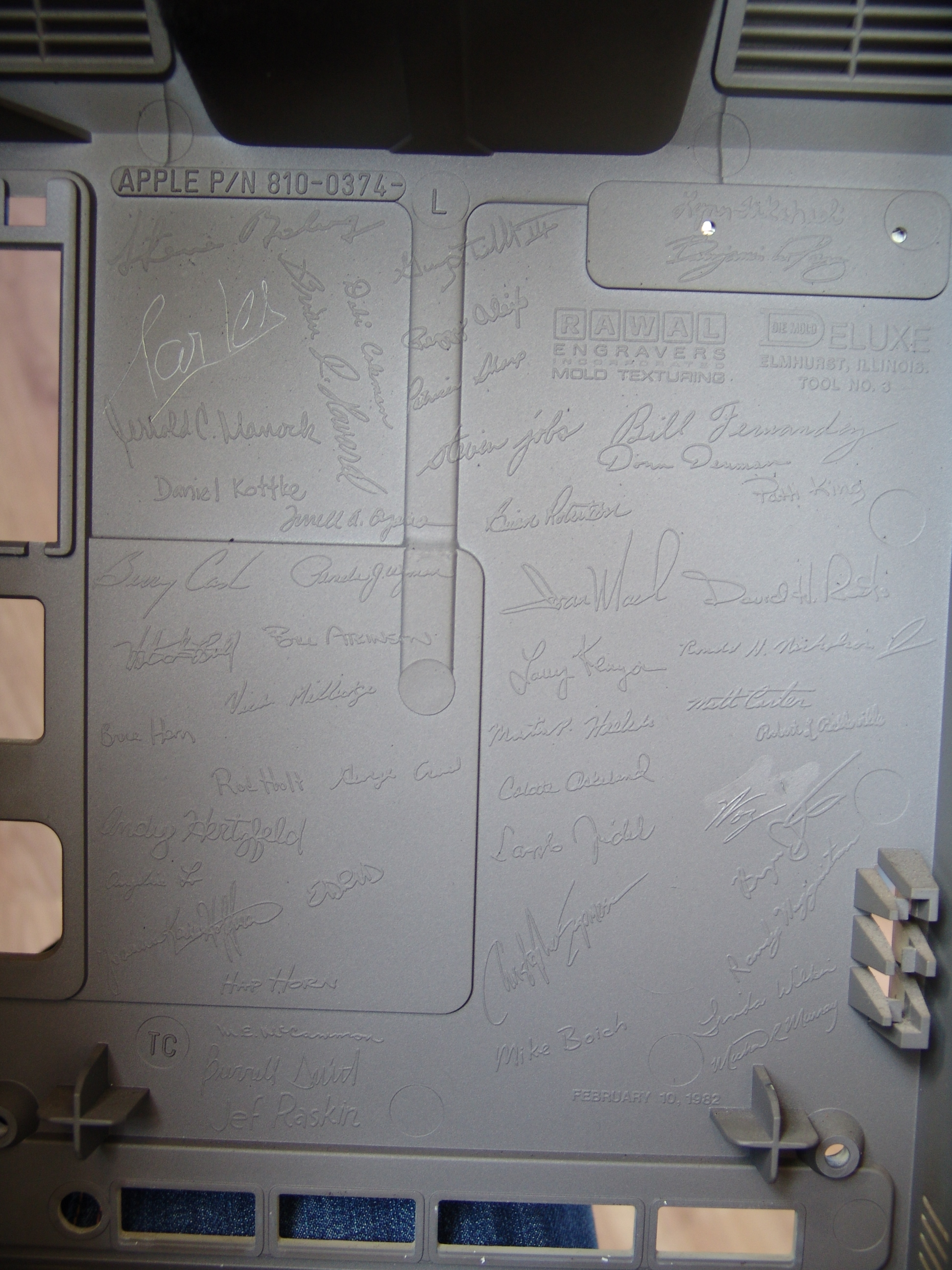
Im Inneren des 128k befanden sich – als Reliefs in das Kunststoffgehäuse eingeformt – die Unterschriften der Mitglieder des Entwicklungsteams, darunter auch die der beiden Apple-Gründer Steve Jobs und Steve Wozniak

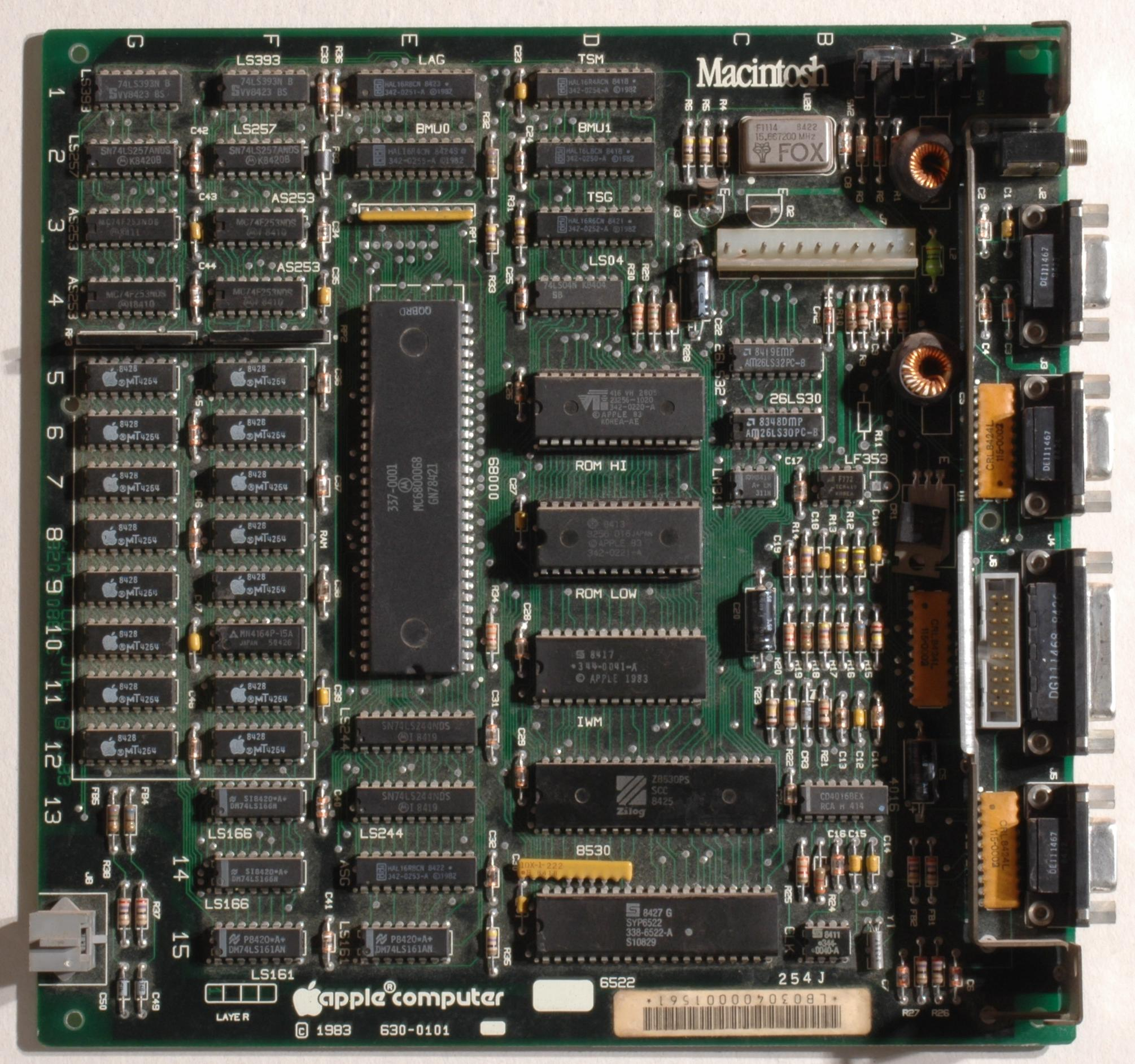
Die Hauptplatine war mit nur etwa 22 × 22 cm für damalige Verhältnisse außergewöhnlich klein. Der große Chip in der Mitte links ist die CPU Motorola 68000.

Der Macintosh 128K oder auch Macintosh 1984 war das erste Modell der Apple Macintosh-Baureihe und der erste kommerziell erfolgreiche PC mit einer grafischen Benutzeroberfläche. Er wurde am 24. Januar 1984 eingeführt und war bis Oktober 1985 im Programm. Der Verkaufspreis lag bei 2.495 US-Dollar (nach heutiger Kaufkraft etwa 6.500 Euro).

## Name
Ursprünglich hieß die Maschine schlicht Apple Macintosh. Erst als bereits im September 1984, also gut ein halbes Jahr nach seiner spektakulären Einführung, sein Nachfolger Macintosh 512K auf den Markt kam, wurde der Erstling retrospektiv als Macintosh 128K (nach der Größe des Arbeitsspeichers) oder Macintosh 1984 (nach seinem Einführungsjahr) bezeichnet. Seine offizielle Modellnummer ist M0001.

## Ausstattung
Er war mit einem Hauptprozessor vom Typ Motorola 68000, 128 KB Hauptspeicher (RAM) und 64 KB Festwertspeicher (ROM) ausgestattet; das Laufwerk verarbeitete Disketten mit 400 KB Kapazität.
Da die Aufrüstung des Arbeitsspeichers über Steckplätze nicht vorgesehen war, war die Erweiterung nur fachkundigen Personen durch Auflöten von zusätzlichen RAM-Chips möglich. Der vor allem angesichts der aufwendigen grafischen Benutzeroberfläche (GUI) selbst für die damalige Zeit sehr knapp bemessene Arbeitsspeicher wird allgemein als Achillesferse des Mac 128k gesehen.
Das hellgraue (aber schnell vergilbende) Gehäuse war der Vorläufer für die Gehäuse-Designs der Macintosh Plus-, Classic- und Classic II-Serie. Dieses wurde von Jerry Manock entworfen, einem internen Apple-Designer. Der Macintosh 128k war nach dem etwa 10.000 US-Dollar teuren und nur wenig verkauften Apple Lisa der zweite Apple-Computer mit grafischer Benutzeroberfläche. Bis zum 3. Mai wurden 70.000 Stück verkauft, danach stagnierten die Verkaufszahlen.

## Software
Der Macintosh wurde mit dem allerersten System- und Finder-Programm ausgeliefert, das der Öffentlichkeit als „System 1.0“ bekannt war (offiziell bekannt als System 0.97 und Finder 1.0). Der ursprüngliche Macintosh erlebte drei Upgrades für beide Programme, bevor er eingestellt wurde.
Die Programme MacPaint und MacWrite wurden mit dem Mac mitgeliefert. Weitere verfügbare Programme waren MacProject, MacTerminal und Microsoft Word. Zu den damals verfügbaren Programmiersprachen gehörten MacBASIC, MacPascal und das Macintosh 68000 Development System. Der Macintosh wurde außerdem mit einem Handbuch und einer Guided-Tour-Kassette ausgeliefert, die zusammen mit der Guided-Tour-Diskette als Tutorial sowohl für den Macintosh selbst als auch für die mitgelieferten Programme diente, da die meisten neuen Macintosh-Benutzer noch nie eine Maus benutzt hatten, geschweige denn eine grafische Benutzeroberfläche bedienen konnten.

## Werbespot
Bekannt gemacht wurde der Rechner besonders durch den 900.000 US-Dollar (nach heutiger Kaufkraft etwa 2.300.000 Euro) teuren Werbespot 1984 von Ridley Scott, der besonders prominent auf dem US-amerikanischen Fernsehsender CBS während des Super Bowl XVIII am 22. Januar 1984 gezeigt wurde.

## Entwickler
An der Innenseite des Gerätegehäuses waren die Unterschriften der Entwickler des Macintosh 128k als leicht erhabene Reliefs eingeformt. Die Namen waren Peggy Aleixo, Colette Askeland, Bill Atkinson, Steve Balog, Bob Belleville, Mike Boich, Bill Bull, Matt Carter, Berry Cash, Debbie Coleman, George Crow, Donn Denman, Christopher Espinosa, Bill Fernandez, Martin Haeberli, Andy Hertzfeld, Joanna Hoffman, Rod Holt, Bruce Horn, Hap Horn, Brian Howard, Steve Jobs, Larry Kenyon, Patti King, Daniel Kottke, Angeline Lo, Ivan Mach, Gerald Manock, Mary Ellen McCammon, Vicki Milledge, Mike Murray, Ron Nicholson Jr, Terry Oyama, Benjamin Pang, Jef Raskin, Brian Robertson, Dave Roots, Patricia Sharp, Burrell Smith, Bryan Stearns, Lynn Takahashi, Randy Wigginton, Linda Wilkin, Steve Wozniak, Pamela Wyman, Laszlo Zidek und weitere.

## Sonstiges
Der Macintosh 128k wird als Vorbild verwendet für den Sad-Mac, einer Darstellung, die den Macintosh stark vereinfacht und traurig guckend zeigt. Er spielt ungefähr die Rolle eines Bluescreens bei Windows-Betriebssystemen, also einer Darstellung, welche statt der grafischen Benutzeroberfläche angezeigt wird und Informationen in Textform über einen direkt zuvor aufgetretenen schwerwiegenden Systemfehler enthält.